# Паркер, Ральф
Ральф Паркер (англ.: Ralph Parker; 1907 — 25 мая 1964) — британский журналист, московский корреспондент газет «Таймс» и «Нью-Йорк Таймс» в 1941—1945 годах, затем ряда других газет, в 1949 году завил о несогласии с политикой редакций и остался в СССР. Автор ряда публицистических книг.

## Биография
Родился в 1907 году, из состоятельной семьи. В 1929 году окончил Кембриджский университет.
В 1934—1939 годах работал корреспондентом ряда британских газет в странах Восточной и Юго-Восточной Европы.
В 1941—1945 годах освещая войну работал в Москве, корреспондентом английской газеты «The Times» и американской газеты «The New York Times»,
После войны в 1947‑1948 годах был корреспондентом газеты «News Chronicle» в Москве.
В апреле 1949 года сделал письменное заявление о своём желании остаться в СССР, что было связано с его несогласием с британской политикой в отношении Советского Союза. Позже он изложил свою критику этой политики в книге «За кулисами британской дипломатии», опубликованной в 1949 году. В этой книге он утверждал, что довоенная британская политика в Восточной Европе характеризовалась попытками укрепить профашистские режимы и объединить силы, враждебные Советскому Союзу.
Однако, как писал в мемуарах Павел Судоплатов, Паркер в 1937‑1939‑х годах был в Белграде резидентом британской разведки, одним из наиболее ценных сотрудников резидентуры Хилла, уже тогда советская разведка наладила с ним контакты, а операцию по перевербовке осуществил Норман Бородин, после чего Паркер 10 лет был «двойным агентом».
Жил в Москве, до 1956 года был московским корреспондентом газеты «Daily Worker», а также ряда левых британских газет и журналов, например, писал для журнала «New Statesman».
Автор книг «Заговор против мира: записки английского журналиста» (1949), «Советский Союз продлил мне молодость: избранные статьи и репортажи» (1966). Совместно с американской перебежчицей Анабелль Бюкар написал книгу «Подлость союзников: Как Запад предавал Сталина».
Печатался в советских журналах «Огонёк» («Битые пророчества», 1958 , № 50; «Юность без просвета», 1950 , № 1), «Москва» (очерк «Город открытых сердец» 1959, № 3) и других.
Кроме того в был московским представителем нью-йоркского импресарио Юрока Сюла, которому помогал организовывать визиты советских артистов в США.
Как актёр снялся в нескольких советских фильмах, где играл британцев: «Память сердца» (1958; Строубридж), «Здравствуйте, дети!» (1962; Эйбридж, профессор).

Умер 25 мая 1964 года в Москве. Похоронен в Москве на Преображенском кладбище.